# Nighthawks
Noctámbulos  (1942) (término coloquial para Nighthawks en inglés) es un cuadro del pintor estadounidense Edward Hopper en el cual se ve a cuatro personas en un diner urbano por la noche. No solo es el cuadro más famoso hecho por Hopper, sino también uno de los más reconocibles del arte estadounidense. Actualmente, se encuentra en la colección del Instituto de Arte de Chicago.
«Nighthawk» puede referirse al término «night owl» (búho de la noche), usado para describir a alguien que trasnocha. La escena se inspiró en un diner, ya derribado, en el Greenwich Village, el barrio natal de Hopper en Manhattan. Hopper empezó a pintarlo justo después del ataque en Pearl Harbor, cuando se sentía gran desánimo y preocupación en todo el país, lo cual se refleja en el cuadro. La calle está vacía y dentro del diner los tres clientes permanecen ensimismados, sin hablar ni mirar a nadie. Los dos del fondo forman una pareja, y un tercero está sentado de espaldas al observador. Las narices de la pareja son marcadamente aguileñas, quizá una referencia al título. El único camarero del bar parece estar mirando hacia fuera, sin hacer caso a los clientes; debido al gesto forzado de su rostro no se puede apreciar su edad.
La esquina del bar es curvada; el cristal curvado conecta las grandes superficies de cristal a cada lado. Se entiende que hace buen tiempo: no se ve ningún abrigo, y el vestido de la mujer es de mangas cortas. Al otro lado de la calle se ven ventanas abiertas en el primer piso. La luz del restaurante ilumina la calle y también uno de los escaparates. 
Esta visión de la vida urbana moderna como vacía o solitaria es un tema común en la obra de Hopper. Si uno observa bien, se puede ver que no hay forma de salir de detrás de la barra; esta forma un triángulo que atrapa al camarero. También se puede notar que no hay ninguna puerta que da hacia fuera, lo cual continúa la idea de estar atrapado o confinado. Hopper negó haber intentado comunicar eso con el cuadro, pero admitió que «inconscientemente, probablemente, estaba pintando la soledad de una gran ciudad». Las luces fluorescentes acababan de inventarse cuando se pintó el cuadro, y puede que estas contribuyan a que el diner tenga una luz tan extraña en ese ambiente tan oscuro. Por último, se ve un cartel de puros Phillies por encima del diner.

## Influencia posterior

### Cuadros y escultura
Muchos artistas han producido obras que hacen referencia o contestaciones a Nighthawks. Un primer ejemplo es The Diner (1964-66), de George Segal, hecho de partes de un diner real con figuras agregadas por Segal, pareciéndose a Nighthawks con su soledad y alienación. Roger Brown incluyó una vista a un café de la esquina en su cuadro Boda puertorriqueña (1969), una escena estilizada de una calle por la noche. Hopper influyó a los fotorrealistas de los 1960 y 1970, como a Ralph Goings, quien evocó Nighthawks en muchos cuadros de diners. Otro fotorrealista, Richard Estes, pintó una tienda en Flores de la gente (1971), pero durante el día, con el escaparate reflejando la calle y el cielo.
Obras más directamente inspiradas en Nighthawks empezaron a verse más en los 1970. Quizá el más conocido es Boulevard of Broken Dreams (El bulevar de los sueños rotos) (1987) de Gottfried Helnwein, lo cual reemplaza a los clientes por los íconos de la cultura pop estadounidense Humphrey Bogart, Marilyn Monroe y James Dean, y al camarero, por Elvis Presley. Según Gail Levin, historiador de Hopper, Helnwein conectó el sentimiento triste de Nighthawks con el cine estadounidense de los 1950 y con el «destino trágico de los famosos más amados de esa época». Greenwich Avenue (1986), una de varias versiones de Nighthawks pintadas por Mark Kostabi, aumenta la escala del cuadro y usa colores violentes eléctricos; las figuras humanas son rojas y sin caras. Nighthawks Revisited, una parodia de 1980 de Red Grooms, llena la escena de la calle con peatones, gatos y basura, mientras una obra del artista británico Banksy agrega a un hombre con boxers de la Union Jack que acaba de tirar una silla contra el escaparate.

### Cine
A Hopper le encantaba ir al cine, y los críticos han notado la relación de sus cuadros con fotogramas de películas. Muchas películas de gánster de los años 30, como Scarface, el terror del hampa (1932) y Hampa dorada, tienen una conexión que se ve en la ropa de los clientes de Nighthawks. Nighthawks, y otras obras, como Night Shadows (1921), también anticipan el look de film noir, en cuyo desarrollo Hopper quizá influyó.
Hopper sí influyó en la película musical Dinero caído del cielo (1981), en la cual el director Ken Adams recreó Nighthawks como plató. El director alemán Wim Wenders recreó Nighthawks como plató para la peli-dentro-de-una-peli en El final de la violencia (1997). Wenders ha sugerido que el motivo de que la obra de Hopper guste tanto a los cineastas es porque «siempre sabes donde está la cámara». En Glengarry Glen Ross (1992), dos personajes visitan un café que se parece mucho al diner de Nighthawks en una escena que demuestra su solitud y profunda tristeza. Hard Candy (2005), cuyo estilo visual sugiere un cuadro de Hopper, reconoce su deuda a la obra poniendo una escena en el «Nighthawks Diner», donde un personaje compra una camiseta con Nighthawks impreso. Nighthawks también influyó el look «futuro noir» del filme Blade Runner. El director Ridley Scott dijo: «Estaba constantemente enseñando una reproducción de este cuadro a las narices del equipo de producción para demostrarles el look y feeling que buscaba».
El director surrealista de películas de horror Dario Argento hasta recreó el diner y sus clientes como parte del plató de su película Profondo Rosso, de 1976.

### Literatura
Varios escritores han explorado cómo los clientes de Nighthawks llegaron a acabar la noche en ese diner, o lo que les pasaría a continuación. En el poema Nighthawks: después del cuadro de Edward Hopper, de Wolf Wondratschek, el poeta imagina que la pareja sentada al fondo del diner es un matrimonio separado: «Apuesto a que ella le escribió una carta / Dijera lo que dijese, él ya no es el hombre / que volvería a leer las cartas de ella». Joyce Carol Oates escribió monólogos interiores para las figuras del cuadro en su poema Edward Hopper's Nighthawks, 1942. Un número especial de El Espejo incluyó cinco dramatizaciones breves que construyen cinco tramas basadas en el cuadro; uno, escrito por el guionista Christof Schlingensief, cambió la escena a una masacre con motosierra.

### Música
El álbum Nighthawks at the Diner (1975), de Tom Waits, contiene letras inspiradas en Nighthawks. La foto del álbum es de Waits en un diner.